# Miroslav Antić
Miroslav "Mika" Antić (Mokrin, 14. ožujka 1932. – Novi Sad, 24. lipnja 1986.), srpski pjesnik, novinar, redatelj i dječji pisac.

## Životopis
Podrijetlom je bio iz Bosilegrada (Južna Srbija), odakle se njegov otac doselio u Mokrin. U rodnom Mokrinu pohađao je osnovnu školu, a gimnaziju u Kikindi i Pančevu. Studirao je slavistiku (ruski i češki jezik) na Filozofskom fakultetu u Beogradu. Živio je u Novom Sadu. Prije negoli je postao poznat bavio se raznim poslovima: bio je mornar, radio u lutkarskom kazalištu, kao pomoćni građevinski radnik. Osim pisanja bavio se slikarstvom, novinarstvom i filmom. Bio je urednik časopisa "Ritam" i "Neven", "Dnevnika" u Beogradu i "Mladog pokolenja" u Novom Sadu.

## Stvaralaštvo

### Književnost
(navedena su prva izdanja, osim kod označenih naslova)
Zbirke pjesama
- Ispričano za proljeća (Ispričano za proleća, Novo Pokolenje, Beograd 1950. OCLC 320041256)
- Plavo nebo (Matica srpska, Novi Sad 1954. OCLC 25935017)
- Roždestvo tvoje (Bratstvo-Jedinstvo, Novi Sad 1954. OCLC 703848236)
- Psovke nježnosti (Psovke nežnosti, Narodna knjige, Cetinje 1959. OCLC 84307801)
- Garavi sokak (Jugoart, Zagreb 1986. OCLC 256518487)
- Koncert za 1001 bubanj (Radnički univerzitet "Radivoj Ćirpanov", Novi Sad 1974. OCLC 214977863)
- Kikinda (Književna zajednica Kikinde, Kikinda 1987. OCLC 456378822)*

Knjige za djecu
- Nasmijani svijet (Nasmejani svet, Novi Sad 1955. OCLC 447224427)
- Posljednja bajka (Poslednja bajka, Bookland, Beograd 2010. ISBN 9788671823807)*
- Plavi čuperak (Mlado Pokolenje, Beograd 1967. OCLC 7351489, 2. izd)
- Šašava knjiga (BIGZ, Beograd 1972. OCLC 16700029)
- Prva ljubav (Mladost, Zagreb 1977. 2. izd)
- Živjeli prekosutra (Živeli prekosutra, Radnički univerzitet "Radivoj Ćirpanov", Novi Sad 1974. OCLC 443174263)
- Svašta umijem (Svašta umem, Jež, Beograd 1981. OCLC 441835418)
- Stepenice straha (roto roman, Forum, Novi Sad 1973.)

Radijske drame
- Otužni marš[5]
- Povečerje[5]

### Film
Dugometražni filmovi
- Atomska bajka (1957.), scenarist
- Sveti pijesak (Sveti pesak, 1968.), redatelj i scenarist
- Doručak s đavlom (Doručak sa đavolom, 1971.), redatelj i scenarist, Zlatna arena za scenarij u Puli
- Široko je lišće (1981.), scenarist

Dokumentarni filmovi
- Nove rijeke (Nove reke, 1962.), scenarij
- Velika izložba (1966.), scenarij
- Trojica iz starog Sombora (1967.), redatelj i scenarist
- Druga obala (1967.), redatelj i scenarist
- Spomenik (1967.), redatelj i scenarist
- Hajde da sanjamo (1969.), scenarist
- Zemlja (1970.), redatelj i scenarist
- Dunav se uliva u Tamiš (1975.), scenarist
- Slušaj ti blesane moj (1979.), scenarist

### Slikarstvo
Kao slikar naslikao je impresivnu galeriju slika (ulja, kolaža). Imao je samostalne izložbe u Zagrebu, Sarajevu, Novom Sadu, Kikindi i Mokrinu.

## Nagrade
- Sedmojulska nagrada
- Nagrada oslobođenja Vojvodine
- Oktobarska nagrada grada Novog Sada
- Nagrada "Zmajevih dečjih igara"
- Nagrada "Svetozar Marković Toza"
- Društva novinara Vojvodine za životno djelo
- Nagrada "Jovan Popović" Saveza boraca Vojvodine (primio ju je u podne onoga dana kada je umro)
- Zlatna Arena za filmski scenarij (Pula, 1971.)

## Priznanja
Mnoge škole, udruženja i manifestacije u Srbiji nazvane su njegovim imenom:
- Memorijal "Miroslav Antic" u Mokrinu, pod pokroviteljstvom Pokrajinskog sekretarijata za kulturu i Ministarstva kulture Republike Srbije održava se svake godine 24. lipnja na dan smrti pjesnika.[7]
- Kulturni centar Novog Sada, pod pokroviteljstvom Skupštine grada Novog Sada, od 2008. godine svake godine 14. ožujka organizira kulturnu manifestaciju "Antićevi dani", kao zahvalu za doprinos koji je Antić dao kulturi i umjetnosti Novog Sada.[2]
- Manifestacija "Mikini dani u Pančevu" organizira se svake godine od 2011. u trajanju od 14. ožujka do 24. lipnja pod pokroviteljstvom grada Pančeva.[8]
- Kamerna scena "Miroslav Antić" Senta.[9]
- Književni klub "Miroslav Mika Antić" iz Inđije, koji je organizator međunarodne pjesničke manifestacije "Garavi sokak" posvećene Antiću.[10]